# والت لونش
والت لونش (بالإنجليزية: Walt Lynch) هو لاعب كرة قاعدة أمريكي، ولد في 15 أبريل 1897 في بوفالو في الولايات المتحدة، وتوفي في 21 ديسمبر 1976 في دايتونا بيتش في الولايات المتحدة.

## وصلات خارجية
- والت لونش على موقعبيزبول رفرنس.كوم (الدوري الرئيسي) (الإنجليزية)